# Cantone di Lussemburgo
Il Cantone di Lussemburgo è un cantone del Lussemburgo meridionale, compreso nel distretto omonimo. Il cantone, che è uno dei pochi a non essere delimitato da confini internazionali, confina con i cantoni di Mersch e Grevenmacher a nord, con il cantone di Remich ad est, con il cantone di Esch-sur-Alzette a sud e con il cantone di Capellen ad ovest.
Il capoluogo è la città di Lussemburgo. La superficie è di 238 km² e la popolazione nel 2012 era di 157 397 abitanti.
Comprende 11 comuni:
- Bertrange
- Contern
- Hesperange
- Lussemburgo
- Niederanven
- Sandweiler
- Schuttrange
- Steinsel
- Strassen
- Walferdange
- Weiler-la-Tour